# Interstitiële longziekten
Een grote groep longziekten wordt gekenmerkt als interstitieel, infiltratief of restrictief. Ze worden gekarakteriseerd door ontstekingsinfiltraten in de interstitiële ruimte en hebben vergelijkbare klinische en radiologische presentaties. De verschillende ziekten die onder deze noemer vallen zijn acuut of chronisch, van onbekende of bekende etiologie en variëren van minimaal symptomatisch tot ernstig invaliderend en letale interstitiële longfibrose. Deze longziekten worden interstitiële longziekten genoemd en vallen onder de  diffuse parenchymatische longziekten. Vaak is echter niet alleen het interstitium aangedaan maar ook gedeelten van het parenchym.

## Hoofdindeling
- Met bekende oorzaak of associatie
  - Bindweefselziekten
  - Omgevingsfactoren (vaak occupationeel/hobby's)
  - Bijwerkingen medicatie

- Idiopathische interstitiële pneumonieën (in volgorde van frequentie)
  - Interstitiële pulmonaire fibrose (IPF) (histologische beeld UIP, usual interstitial pneumonia)

(niet-IPF:)
- - Niet-specifieke interstitiële pneumonitis (NSIP)
  - Cryptogene organiserende pneumonie (COP)
  - Acute interstitiële pneumonie (AIP)
  - Respiratoire bronchiolitis (RB-ILD)
  - Desquamatieve interstitiële pneumonitis (DIP)
  - Lymfocytaire interstitiële pneumonitis (LIP)

- Granulomateus
  - Sarcoïdose
  - Hypersensitieve pneumonitis (extrinsieke allergische alveolitis)
  - Infecties

- Overige vormen
  - Langerhanscelhistiocytose
  - Lymfangioleiomyomatose (LAM)
  - Eosinofiele pneumonie
  - Pulmonale alveolaire proteïnose